# Marian University (Fond du Lac)
La Marian University è un'università privata di indirizzo cattolico con sede a Fond du Lac, nello stato americano del Wisconsin.
Il Marian College fu fondata l'8 septembre 1936 dalle Suore di Sant'Agnese e adottò il nome di Marian University nel 2008.